# O Rio (Grécia)
O Rio (em grego Το Ποτάμι; To Potámi) é um partido político da Grécia de ideologia social-democrata europeísta filiado ao Grupo da Aliança Progressista dos Socialistas e Democratas no Parlamento Europeu fundado em  2014. 
O presidente do partido é Stávros Theodorákis, nascido em 1963.

## Resultados Eleitorais

### Eleições legislativas
| Data    | Votos   | %         | +/- | Deputados | +/- | Status   |
| ------- | ------- | --------- | --- | --------- | --- | -------- |
| 01/2015 | 373 868 | 6,1 (4.º) |     | 17 / 300  |     | Oposição |
| 09/2015 | 222 166 | 4,1 (6.º) | 2,0 | 11 / 300  | 6   | Oposição |

### Eleições europeias
| Data | Votos   | %         | Deputados | +/- |
| ---- | ------- | --------- | --------- | --- |
| 2014 | 377 438 | 6,6 (5.º) | 2 / 21    |     |